# Åskakskölens naturreservat
Åskakskölens naturreservat är ett naturreservat i Torsby kommun i Värmlands län.
Området är naturskyddat sedan 2019 och är 1 678 hektar stort. Reservatet ligger sydost om Likenäs och består av ett stort myrkomplex med myrholmar med äldre tallskog samt även fuktiga och grandominerade skogar.